# Louis Marie Desprez
Œuvres principales
Louis Marie Desprez, né le 20 juin 1861 à Chaumont en Haute-Marne, et mort le 6 décembre 1885 à Rouvres-sous-Lignol dans l'Aube, est un écrivain naturaliste français.

## Biographie
Jeune écrivain, il débute tout juste sa carrière quand il fait l'objet de poursuites judiciaires à la publication d'Autour d'un clocher (1884) par l'éditeur belge Henry Kistemaeckers. Son procès soulèvera de nombreuses contestations et indignations de la part d'écrivains et notamment d'Émile Zola qui rédigera un article sur cette affaire. Le procès de Louis Desprez prit une ampleur considérable au XIXe siècle où la question de la morale et de la liberté d'expression ont été remises en cause de nombreuses fois. Mais c'est surtout la mort tragique de cet écrivain, à la suite de son incarcération en prison, qui suscita la polémique à l'époque et qui valut cette inoubliable phrase de Zola : Ceux qui ont tué cet enfant sont des misérables !

### Enfance et jeunesse
Louis Marie Desprez naît le 20 juin 1861 à Chaumont, de Claude Desprez, éminent professeur, et de Marie-Jeanne-Antoinette Sarazin qui mourra en couche en 1864. Durant son parcours scolaire Louis Desprez montre déjà certaines qualités rédactionnelles puisqu’il reçoit diverses récompenses, par exemple un prix d’excellence. Lorsqu’il atteint l’âge de 10 ans, Desprez fait une chute grave qui va le rendre infirme tout le reste de sa vie. Les circonstances de cet accident varient selon les témoignages puisqu’Henry Fèvre explique que Louis Desprez a glissé sur la neige alors qu’une autre version de l’histoire parle d’un mauvais coup porté par une vache, mais quoi qu’il en soit il s’agit d’un accident grave. Il souffre d’une coxalgie qui va évoluer vers l'ankylose. Cette maladie le fait terriblement souffrir et est à l’origine de sa démarche claudicante qui le caractérise dans de nombreux portraits faits de lui par ses amis. Immobilisé durant trois ans environ il se réfugie dans les livres et développe un goût certain pour le monde des lettres et de la représentation. Par ailleurs, c’est durant cette période d’immobilisation qu’il rencontre son grand ami Henry Fèvre, fils d’une amie de Claude Desprez, venu alors lui rendre visite avec son frère.

### Rencontre
L'une des rencontres les plus importantes dans la vie de Louis Desprez reste sans conteste celle avec Émile Zola. Très admiratif de celui qui est considéré comme le père du Naturalisme, Louis Desprez se dit lui-même appartenir à cette école. C'est d'ailleurs à cette occasion que Louis Desprez rencontre Emile Zola pour la première fois. Ayant en tête d'écrire un ouvrage sur le naturalisme, il vient demander les conseils de l'écrivain afin d'être sûr d'écrire une critique juste et fiable sur ce mouvement littéraire. Dans une lettre datée du 7 juin 1882, il lui demande donc un entretien qui lui est accordé le 14 juin 1882. À partir de ce moment, Louis Desprez et Emile Zola entretiendront une longue correspondance puisque l'élève n'aura de cesse de demander les conseils du maître.

## Œuvres

### Une critique du naturalisme
En 1882, Louis Desprez rédige alors une étude critique sur le naturalisme intitulée L'Évolution Naturaliste. Après un premier refus de l'éditeur Charpentier qui explique que « la critique ne se vend pas », cette étude sera publiée par Pierre-Victor Stock. Cet ouvrage ne sera qu'un « demi-succès » pour Louis Desprez qui reçoit de très bonnes critiques, notamment de la part de Zola, mais aussi une très mauvaise critique d'Henry Fouquier qui reproche au jeune auteur son manque de clarté.

### Collaboration

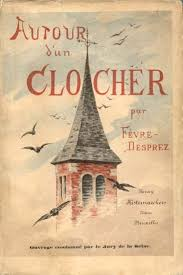
Couverture du roman Autour d'un Clocher

Louis Desprez a écrit un premier recueil de poèmes intitulé La locomotive en collaboration avec Henry Fèvre. L'ouvrage est publié en 1883 par Marpon et Flammarion. Malheureusement, la réception reste quasi nulle et les jeunes auteurs ne parviennent pas à acquérir une quelconque notoriété. Louis Desprez garde néanmoins espoir d'être reconnu pour ses écrits et notamment pour son premier roman intitulé Autour d'un clocher. La rédaction de cet ouvrage débute le 16 août 1882 toujours avec la collaboration de son ami Henry Fèvre. Ce dernier expliquera à ce propos : « J'étais fort gai alors, encore très gamin de caractère [...]. Louis Desprez cependant me donnait le sujet du roman projeté, qui devait être naturaliste et d'observation. Une histoire de curé qu'il avait rapportée des environs de Chartres, ferait le fond principal, mais servirait surtout de prétexte à peindre les mœurs du village de l'Aube qu'il habitait ». C'est à l'occasion de la rédaction de son ouvrage critique sur le naturalisme que Louis Desprez a l'idée d'écrire un roman de mœurs rurales. Mais très vite quelques problèmes se posent. Henry Fèvre et Louis Desprez ont écrit séparément leurs passages du livre et le texte final manque d'unité. Louis Desprez, conquis par le ton jovial et burlesque de Fèvre, décide alors de confier la nouvelle rédaction du roman à son ami.
Le roman est officiellement terminé le 9 octobre 1883 et Autour d'un clocher est publié en mai 1884 par l'éditeur belge Henry Kistemaeckers (père). Il présente une étude des mœurs rurales avec un personnage central dénommé l'abbé Chalindre et autour duquel se déroule l'action. Dans le village de Vicq-les-deux-Églises, l'abbé et les autres personnages sont mis en scène. Le roman présente en partie la liaison illégitime entre l'abbé et une institutrice laïque, Irma Delafosse, arrivée depuis peu au village pour remplacer deux religieuses précédemment révoquées.

### Publication difficile
La publication d'Autour d'un clocher n'a pas été une tâche facile à entreprendre pour les deux amis. Alors même que Louis Desprez comptait sur l'appui de Pierre-Victor Stock qui avait précédemment accepté de publier son Evolution, l'éditeur refuse cette fois-ci la publication du roman qu'il trouve trop osé. Desprez esquisse également le refus d'Ollendorf qui lui explique que « [p]ar son genre, Autour d’un clocher s’éloigne entièrement de celui qu'[il] a adopté et [qu’il] ne dispos[e] pas du public nécessaire pour assurer le succès de cet ouvrage ». Après plusieurs refus, c'est donc auprès de Kistemaeckers que les jeunes auteurs trouveront refuge. Emballé à la lecture de l'ouvrage, l'éditeur ne fait aucune difficulté à sa publication.
Le critique Henri Mitterand qualifie l'ouvrage de breughélien, « avec une recherche rieuse des incongruités, des énormités qui exploseront comme des pétards dans le salon des bien-pensants. » Pour lui, ce « naturalisme rosse » exprime, dans les meilleures pages du roman, un humour roboratif qui ne manque pas d'un talent de composition. Par exemple, les scènes de procession ou de cabaret, dans lesquelles sont organisés des groupes animés et colorés, sont vues à la fois avec un regard distancié et une attention portée aux premiers ou aux gros plans des faces et des gestes.

## Poursuites
À peine un mois après la publication de l'ouvrage, Louis Desprez et Fèvre sont poursuivis. Le style cru du roman choque, ce qui n'est pas une surprise pour Louis Desprez qui s'attendait déjà à créer la polémique avec ce roman. Lors de sa demande de publication à Stock, il écrit : « [...] je compte sur le scandale abominable qu' Autour d'un clocher va produire, peut-être une intervention policière, pour faire vendre l' Evolution naturaliste à deux mille. Il est inutile de vous dire après ça que je tiens à conserver toutes les crudités, toutes les violences de style dont le roman est semé. Je ne vous cache pas que vous risquez une saisie : si cela vous arrête, dites-le-moi franchement, j'aurai recours, à mon regret, à la Belgique ».
Le 21 juin 1884, un réquisitoire introductif est délivré par Eugène Duval et tous les exemplaires de l'ouvrage sont saisis. L'origine des poursuites reste encore inconnue à ce jour.
Rapidement, l'affaire prend davantage d'ampleur et d'importance puisque Louis Desprez est cité à comparaître devant la cour d'assises de la Seine le 20 décembre 1884 à onze heures pour y répondre du délit d'outrage aux bonnes mœurs. Dans cette affaire, Henry Fèvre est épargné puisque Louis Desprez décide alors de prendre en charge toute la faute sur lui.

### Polémique
L'audace de Desprez lui est reprochée. Ses propos crus, mais surtout le sujet du roman n'est pas apprécié. En présentant une liaison illégitime entre un curé et une institutrice laïque, l'institution religieuse est mise à mal. En outre, cinq passages du roman sont relevés comme portant directement atteinte à la morale de la société :
- Le premier passage, situé au début du roman, met en scène deux personnages, Quilgars et Irma Delafosse, dans une posture provocatrice où ceux-ci tentent de se séduire l'un l'autre.
- Le second est centré sur la nuit de noces entre les deux époux Gasteboy.
- Les trois autres extraits retenus décrivent tous, quant à eux, des actes sexuels entre le curé de Vicq et Irma Delafosse.

Avec ces extraits, les censeurs relèvent alors le caractère pornographique et du fait immoral du roman. Cette affaire ne tarde pas à prendre de l'ampleur allant jusqu'à remettre en cause la liberté de l'écrivain à cette époque. Dès lors un long débat s'engage entre les défenseurs de cette liberté et l'opposition qui défend avant tout la morale de la société. La question de la morale reste alors intimement liée à la liberté d'expression.
Un journaliste qualifie l'ouvrage de « malpropre » et un autre explique qu'« Autour d'un clocher est un mauvais livre et un livre mauvais dans tous les sens ». D'autres encore, tels que Quisait, s'insurgent sur l'immoralité de l'ouvrage.
D'un autre côté, des écrivains comme Maupassant relativisent cette notion de morale : « C’est un tableau de mœurs, brutal il est vrai, mais écrit avec conviction par un auteur très jeune, trop jeune, mais qui promet ».

### Procès
Comme convenu, Louis Desprez comparaît devant la cour d'assises de Paris le 20 décembre 1884 pour y répondre du délit d'outrage aux bonnes mœurs, mais il comparaît seul, sans son éditeur à ses côtés. Kistemaeckers a en effet décidé de ne pas se présenter devant la cour, considérant qu'il n'avait aucune justification à fournir à la justice française. Il justifiera son absence dans une lettre adressée au juge d'instruction.

#### Déroulement
À la demande de l'avocat général et par opposition à la volonté de Louis Desprez, le procès se déroule à huis clos avec pour seuls auditeurs les jurés qualifiés de « douze têtes de pipes » par le jeune écrivain. La sélection de ces jurés va notamment être la cause d'une critique de la part de l'écrivain qui ne conçoit pas que de simples artisans puissent juger une œuvre littéraire : « [i]l est absurde de faire résoudre une question d’art par un jury français composé de pharmaciens et de marchands de bonnets de coton ». Gustave Geffroy émet la même critique à cet égard.
Durant le procès, Louis Desprez choisit de faire son propre plaidoyer, ce dernier sera publié peu après en 1885 sous le titre "Pour la liberté d'écrire". Dans son discours, Louis Desprez revient notamment sur le caractère imprécis de la loi vis-à-vis du délit dont on l'accuse. En effet, de nombreuses critiques remettent en cause la définition d'outrage aux bonnes mœurs qui reste vague et floue. L'écrivain profite également de cette affaire pour faire un procès à son propre procès et accuse à son tour le système judiciaire français qu'il trouve défectueux et arbitraire. En voici un extrait :
« Car il suffit de relire dans l’Officiel les débats qui ont déterminé la loi si vague de 1881 pour suppléer à l’insuffisance du texte, pour se persuader que jamais le législateur n’a voulu frapper un vrai livre, mais seulement d’obscures spéculations, des placards à images, des brochures sans valeur ni portée. " Lorsqu’on se trouve en présence d’un fait, disait, au Sénat, le ministre de la justice, M. Cazot, voici les questions qu’il faut se poser : Y a-t-il eu chez l’agent une intention perverse ? Le fait qui a été commis a-t-il causé un préjudice à la société ? Enfin, le fait qu’il s’agit d’incriminer est-il susceptible d’une définition rigoureuse, ne laissant aucune place à l’arbitraire ? Si l’une // ou l’autre de ces conditions fait défaut, vous n’avez pas le droit d’incriminer le fait." Voilà qui est catégorique dans la bouche d’un garde des sceaux. Et pourtant on nous poursuit sans définir le délit. Confusion manifeste, abus de pouvoir évident, qui éclaire le danger des lois indécises et des demi-mesures trop abandonnées à l’initiative des subalternes. Non seulement on n’a qu’un texte vague, non seulement on ne comprend pas un traître mot de notre livre, mais on ne se donne pas la peine d’entrer dans l’esprit de la loi ».
Louis Desprez défend ses idées jusqu'au bout. Il n'aura de cesse d'utiliser le « nous » pour parler au nom de l'école naturaliste, très critiquée à cette époque, notamment pour son souci du détail dans la description. Il tente également de justifier le style cru et grossier utilisé dans son roman et termine son plaidoyer par une lettre d'Émile Zola portée à l'égard du roman de Louis Desprez.

#### Dénouement
Malheureusement, le plaidoyer de Louis Desprez n'a pas suffi. Le discours de la partie adverse a eu davantage de poids. L'écrivain et son éditeur sont reconnus coupables du délit d'outrage aux bonnes mœurs par sept jurés contre cinq et sont condamnés à un mois de prison et 1000 francs d'amende. Alors que Louis Desprez accepte de purger sa peine, Kistemaeckers, de son côté, fait appel de cette décision qui est alors réduite à l'amende.
Le lendemain du verdict, de nombreux auteurs et journalistes clament leur incompréhension dans la presse. Selon Gustave Geffroy, « […] la liberté de penser et d’écrire est de nouveau mise en contestation ». L'indignation envahit les esprits et Albert Leroy parle d'« horrible forfait ».
Malgré tout, Louis Desprez décide de purger sa peine et entre à la prison de Sainte-Pélagie le 12 février 1885. Pensant être débarrassé au plus vite de cette affaire, les choses vont néanmoins prendre une tournure davantage dramatique.

## Emprisonnement et mort de Louis Desprez

### Séjour en prison
L'indignation des amis de Louis Desprez va perdurer. Pour cause, une malencontreuse erreur de placement. Dès l'arrivée du jeune naturaliste en prison, celui-ci se trouve, en effet, emprisonné au milieu des voleurs dans le quartier des droits communs. Il bénéficie d'un traitement jugé alors scandaleux par son entourage et ne tarde pas à contracter une bronchite qui va dès lors l'affaiblir considérablement. Après être resté à l'infirmerie durant une bonne partie de sa peine et grâce à l'acharnement de ses amis (Daudet, Laguerre, Zola, Clemenceau et Sarcey), Louis Desprez est placé dans le quartier des détenus politiques, au Pavillon des Princes, mais sa maladie va s'aggraver en phtisie.

### Retour à Rouvres-sous-Lignol
Louis Desprez sort de prison le 10 mars et rentre chez lui. Malheureusement, trop affaibli par la maladie, il restera alité en espérant se rétablir. En attendant, il correspond avec ses amis dont Emile Zola à qui il écrit ses ressentiments à propos de cette affaire, mais également sa volonté de continuer à écrire. Il évoque d'ailleurs la rédaction d'un roman intitulé d'abord L'amour phtisique puis Lit de famille dont on ne retrouvera qu'un plan griffonné par la suite. Il rédige également un manifeste dans lequel il parle des conditions de son séjour en prison.
Malgré son espoir de retrouver la santé, la maladie le rattrape et le jeune écrivain meurt le 8 décembre 1885, quelques mois à peine après sa sortie de la prison de Sainte-Pélagie. Il était âgé de vingt-quatre ans. 
La mort de Louis Desprez va inévitablement provoquer un tollé général dans la presse. Considéré comme la victime d'une erreur judiciaire, certains journalistes et écrivains ne vont pas cacher leur mépris vis-à-vis des circonstances de cette affaire qui ont provoqué un tel drame. Edmond de Goncourt ne cache pas sa colère et accuse l'État du sort de cet écrivain : « Desprez, cet enfant, cet écrivain de 23 ans, vient de mourir de son enfermement avec des voleurs, des escarpes, de par le bon plaisir de ce gouvernement républicain, — lui, un condamné littéraire! On ne rencontre pas le fait d'un assassinat comme celui-ci, ni sous l'ancien régime, ni sous les deux Napoléon ».
De son côté, Zola rend hommage à Louis Desprez dans un article publié le lendemain de sa mort où il écrit : « C'était un pauvre être, mal poussé, déjeté, qu'une maladie des os de la hanche avait tenu dans un lit pendant toute sa jeunesse. Il marchait péniblement avec une béquille, il avait une de ces faces blêmes et torturées des damnés de la vie, sous une crinière de cheveux roux. Mais dans ce corps chétif d'infirme, brûlait une foi ardente. Il croyait à la littérature, ce qui devient rare ».
En 1935, Henri Fèvre, son ami et collaborateur cinquante ans auparavant, parlera sur sa tombe, à l'occasion de la pose d'une plaque commémorative sur la maison où s'était éteint Louis Desprez.